# Residència de les Germanes Hospitalàries
La Residència de les Germanes Hospitalàries és una obra d'Arbúcies (Selva) inclosa a l'Inventari del Patrimoni Arquitectònic de Catalunya.

## Descripció
Es tracta d'un edifici quadrangular de tres plantes i vessants a laterals, amb una torreta de base quadrada que sobresurt al centre. Està situat en una zona elevada que per arribar-hi cal pujar una rampa esfaltada.
La façana principal dona al passeig Santiago Geli però és inutilitzada, l'accés a l'edifici es fa per la porta de la façana lateral.Tot i així, es conserva l'entrada que destaca per la glorieta poligonal de fusta i vidre. Les obertures són rectangulars amb una petita barana feta d'obra al davant i les tres finestres centrals de les dues plantes superiors presenten trencaaigües motllurats. Al primer pis, la finestra central té balcó de ferro forjat i les dues laterals estan flanquejades per dues columnes senzilles de fust llis. Cal detsacar l'ull de bou de les golfes, centrat a la part superior de la façana. A la façana lateral, les obertures són del mateix tipus i l'entrada destaca pels tres esglaons queté al davant. És en aquest costat, on es pot veure la part afegida que comunica amb l'altre edifici. Es tracta d'un túnel, amb obertures d'arc de mig punt, d'una sola planta amb balustrada al damunt.
La façana de la part posterior té un finestral al centre, quadrangular, amb una vidriera i emmarcat pel relleu de dues pilastres d'’estil clàssic. Hi ha també l'ull de bou de les golfes i les obertures de la planta baixa són d'arc de mig punt amb trencaaigües motllurat.
A l'interior hi ha una petita capella reconstruïda de nou, amb dos vitralls a l'absis, altar de marbre i baldequí circular que penja del sostre amb la imatge de crist a la creu. Està decorada amb diverses imatges.

## Història
De 1917 a 1931 les religioses Darderes (Germanes franciscanes de la Nativitat) van fer a Arbúcies el servei de vetlla de malalts a domicili. Vivien al carrer Camprodon, 45 i era una petita comunitat de tres o quatre monges que varen haver de tancar la casa el 1931. Més tard, les Germanes Hospitalàries de la Santa Creu obriren una altra casa a Arbúcies l'any 1941. Era un grup religiós que s'inicià a Barcelona el 1792, per atendre els malalts de l'hospital de la Santa Creu, en créixer el grup volgueren estendre la seva ajuda a altres persones, fins a tenir onze comunitats a principis dels anys noranta. Quan van establir-se a Arbúcies, l'antic patronat de l'Hospital va aplegar les rendes de la fundació i les almoines ofertes i va lliurar-les a les religioses. La casa llegada a l'Hospital esdevingué residència de les religioses Vedrunes.
L'edifici va ser fundat l'any 1941 per les Germanes Hospitalàries de la Santa Creu. Va funcionar com a Hospital fins a mitjan des anys seixanta.
Els estius dels anys quaranta l'edifici era casa d'estiueig per a un grup de noies que venien de Barcelona.